# Club Deportivo Asociación Estadio La Unión
El Deportivo AELU es un club de fútbol del Perú, del distrito de Pueblo Libre, en el departamento de Lima. Fue fundado el 5 de diciembre de 1982 y actualmente participa en la Copa Perú.

## Historia

### Inicios
La Asociación Estadio La Unión decide en 1982 formar un club de fútbol que los represente, tras lo cual nace el Club Deportivo AELU que se llega a convertir en cuna de muchos futbolistas profesionales pertenecientes a la comunidad nikkei del Perú.
En 1983 jugó en la reactivada Segunda Profesional, al siguiente año jugó en la Intermedia B Metropolitana de 1984 donde logró el segundo lugar. Junto al ganador San Agustín clasificó a la liguilla de promoción donde también participaron Unión González Prada y Juventud La Palma (2 últimos de la Intermedia A), por dos cupos a Primera División, siendo eliminado por canarios (que solicitó le quiten 2 puntos) y palmeños.
En 1985 no participó en la Segunda Profesional, en 1986 le levantan el castigo y disputa la Intermedia A junto a Internazionale San Borja donde enfrentaron al Colegio Nacional de Iquitos, Unión Huaral, Juventud La Joya y Guardia Republicana (últimos de la Zona Metropolitana del Campeonato Descentralizado 1986) pero tampoco lograría subir al Descentralizado tras terminar en último lugar.
El Club Deportivo AELU, como es popularmente conocido, logró el campeonato de la Segunda División en 1987 logrando luego su ascenso a Primera en la División Intermedia Metropolitana (disputada por 5 primeros de la Segunda y los 5 últimos de la Zona Metropolitana del Descentralizado 1987) tras un triunfo a falta de dos fechas ante Sport Boys por 2-1.
El 29 de mayo de 1988 disputó su primer partido en la máxima división ante San Agustín perdiendo por 1-2. Se mantuvo en Primera hasta el torneo de 1991 donde acabó en décimo lugar del Metropolitano y por la reducción de equipos no pudo acceder al Descentralizado de 1992 regresando a Segunda.
Perdió la categoría al finalizar último en la Segunda División 1993.  El club desciende a la Región Promocional de Fútbol Lima y Callao de 1994 y luego retorna a su liga de origen.

### El Retorno
En 1996, el club campeonó su liga distrital de origen. Posteriormente, campeona el torneo de las Interligas de Lima. Seguidamente, logra el título de la Región Promocional de Fútbol de Lima y Callao, asegurando su ascenso a la Segunda Profesional. 
El club, fue subcampeón del torneo 2001 hasta que en la Segunda de 2005 volvió a descender. En el Interligas 2007 quedó eliminado en Primera Fase por el Cosmos 2001 de La Victoria mientras que al año siguiente, también en el Interligas, quedó fuera en ronda de penales por el AD Caly de Lince. En el Interligas 2009 formó parte del Grupo 11 del Interligas pero en su serie los clasificados fueron Juventud Comas y Lima Cricket.
En el Interligas 2010 llegó a la Segunda Fase donde fue eliminado por el Estudiantil Ascope. En el 2011 se ubicó en segundo lugar de la Liga de Pueblo Libre, accediendo al Interligas donde fue eliminado en primera fase. Al año siguiente ganó nuevamente su Liga Distrital logrando clasificarse al torneo de Interligas 2012 donde fue ubicado en el Grupo XXII de la primera fase siendo eliminado tras quedar en el tercer lugar del grupo.

### Actualidad
En la temporada 2023, en la primera fecha el club gana por 3-1 al Atlético Colegiales F.C. Además el club proporcionó una de las mayores goleadas en la historia de Copa Perú venciendo por 21-0 a St George Por la Liga distrital. De esta manera obteniendo el galardón de campeones de la liga distrital nuevamente.
En 2024, tras lograr un nuevo título distrital, llegó hasta los octavos de final del Interligas de Lima donde fue eliminado por Arsenal de Jesús María que lo derrotó por 2-0.

## Uniforme
- Uniforme titular: Camiseta verde, pantalón verde, medias verdes.
- Uniforme alternativo: Camiseta blanca, pantalón verde, medias blancas.

### Evolución del uniforme 1982 - presente

#### Titular 1982 al 2000
| Titular 1 | Titular 2 | Titular 3 | Titular 4 | Titular 5 | Titular 6 | Titular 7 |  |

#### Titular 2001 al presente
| Titular 1 | Titular 2 | Titular 3 | Titular 4 | Titular 5 | Titular 6 | Titular 7 |

#### Alterno 1982 al 2000
| Alterno 1 | Alterno 2 | Alterno 3 | Alterno 4 | Alterno 5 | Alterno 6 | Alterno 7 |  |

#### Alterno 2001 al presente
| Alterno 1 | Alterno 2 | Alterno 3 | Alterno 4 | Alterno 5 | Alterno 6 | Alterno 7 |  |

## Datos del club
- Temporadas en Primera División: 4 (1988-1991).
- Temporadas en Segunda División: 15 (1983-1984, 1986-1987, 1992-1993, 1997-2005).

## Entrenadores
- Luis Pau (1983)
- Héctor Chumpitaz (1984)
- Juan José Tan (1988)
- Manuel Mayorga (1989)
- Diego Agurto (1989-1990)
- Héctor Chumpitaz (1990)
- Pedro Cruz Navarrete (1990)
- Héctor Chumpitaz (1991)
- Luis Grecco (1991)
- Manuel Miyagusuku (1997-1998)
- José Uchida (1999)
- Manuel Miyagusuku (2000-2010)

## Palmarés

### Torneos nacionales
- Segunda División del Perú (1): 1987.
- Subcampeón de la Segunda División del Perú (3):  1984, 1986, 2001.

### Torneos regionales
- Intermedia A (1): 1987.
- Liga Departamental de Lima (1): 1996.
- Interligas de Lima (1): 1996.
- Liga Distrital de Pueblo Libre: 2009, 2010, 2012,[5] 2014, 2015, 2016, 2017, 2018, 2019, 2022, 2023, 2024.
- Subcampeón de Intermedia B (1): 1984.
- Subcampeón de la Liga Distrital de Pueblo Libre (3): 2011,[6] 2013 y 2025.

## Fútbol 7
- Deportivo Asociación Estadio La Unión, posee su equipo que participa en los torneos de Super Liga 7 organizado por CMD. Parte de sus jugadores del primer equipo, militan en este torneo.